# St. Maria Magdalena (Buchschwabach)

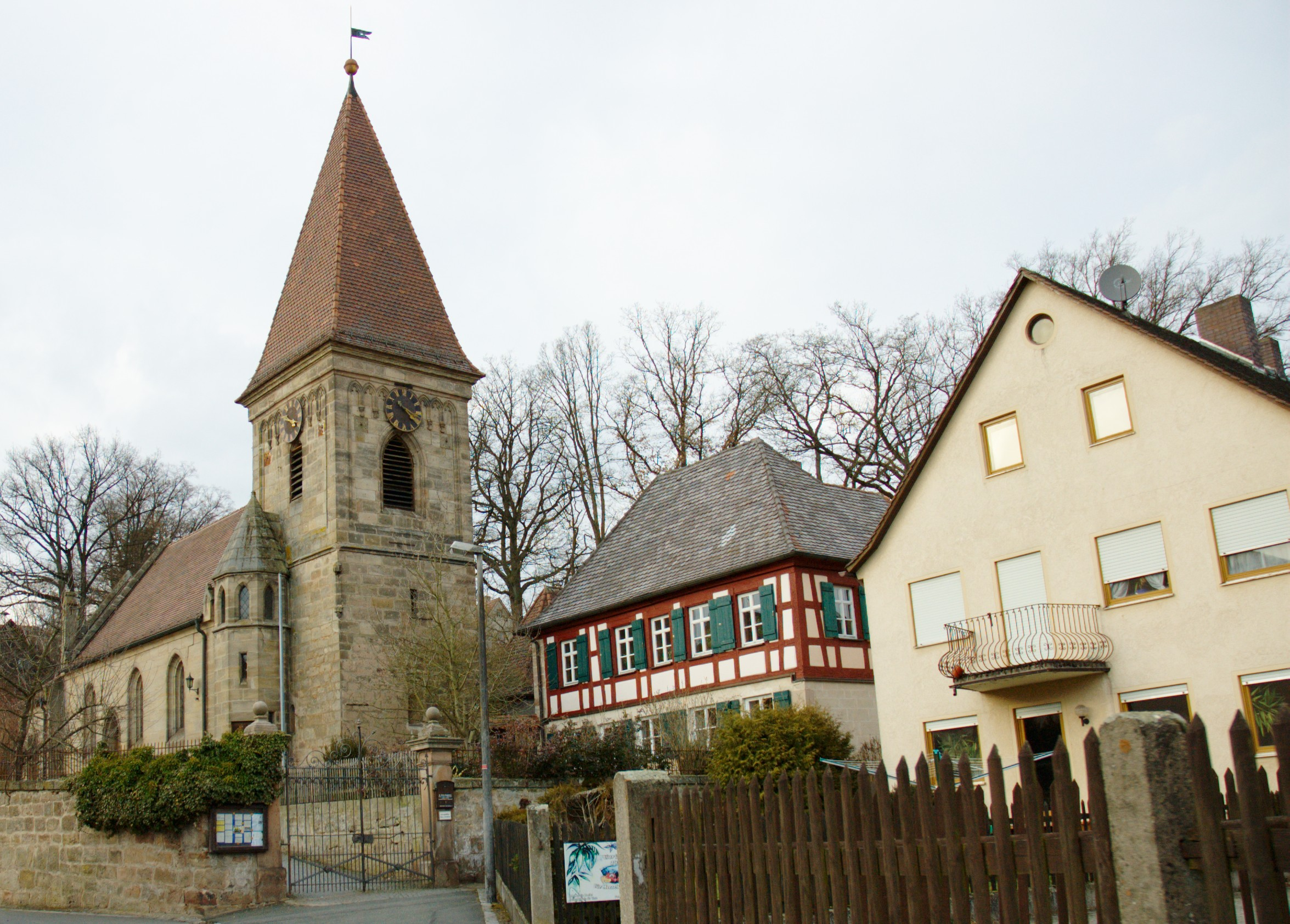
St. Maria Magdalena (Buchschwabach)

Die evangelische Filialkirche St. Maria Magdalena ist ein denkmalgeschütztes Kirchengebäude, das in Buchschwabach steht, einem Gemeindeteil des Marktes Roßtal im Landkreis Fürth (Mittelfranken, Bayern). Das Bauwerk ist unter der Denkmalnummer D-5-73-125-28 als Baudenkmal in die Bayerische Denkmalliste eingetragen. Die Kirche gehört zur Kirchengemeinde Roßbach im Evangelisch-Lutherischen Dekanat Fürth im Kirchenkreis Nürnberg der Evangelisch-Lutherischen Kirche in Bayern. Namensgeber der Kirche ist Maria Magdalena.

## Beschreibung
An den quadratischen Chorturm aus Quadermauerwerk, dessen Erdgeschoss aus dem frühen 14. Jahrhundert stammt und der in der 1. Hälfte des 15. Jahrhunderts aufgestockt wurde, ist 1882/83 ein neugotisches Langhaus angebaut worden, das mit einem eingezogenen Chor nach Westen abschließt. Im ehemaligen Chor, d. h. dem Erdgeschoss des Chorturms, sind Reste von Fresken aus dem 15. Jahrhundert vorhanden. Das aufgestockte Geschoss des mit einem hohen Pyramidendach bedeckten Turms beherbergt die Turmuhr und den Glockenstuhl, in dem drei Kirchenglocken hängen.
Die Altarflügel des Marienaltars mit Szenen aus dem Marienleben wurden von Hans von Heidelberg um 1506 gestaltet. Auf dem linken Altarflügel sind die Verkündigung Mariens sowie die Geburt Christi dargestellt, auf dem rechten Flügel die Heimsuchung Mariens und die Anbetung der Könige. In der Mitte des Triptychons befindet sich eine Statue von Maria mit dem Kind  im Strahlenkranz und auf dem Regenbogen, die dem „Meister des Martha-Altars“ in St. Lorenz in Nürnberg zugeschrieben wird.